# Leonhardsruh
Leonhardsruh ist ein ehemaliger Gemeindeteil von Gunzenhausen im mittelfränkischen Landkreis Weißenburg-Gunzenhausen. Er lag in der Gemarkung Gunzenhausen. Leonhardsruh lag östlich der Altstadt Gunzenhausens, südlich des Waldgebietes „Der Burgstall“, wo heute die Leonhardsruhstraße am „Waldbad am Limes“ endet.

## Ortsname
Der Ortsname bedeutet „Ruhe“ = in der Einsamkeit errichtetes Anwesen eines Leonhard.

## Geschichte
Bis zur Gebietsreform in Bayern 1972 war Leonhardsruh ein gesonderter Gemeindeteil von Gunzenhausen. Erbaut hat das „Haus vor der Stadt Gunzenhausen“ 1798 der Gunzenhäuser Bäckermeister Leonhard Mayer als Alterssitz, den er noch im gleichen Jahr nach Übergabe seiner Bäckerei an seinen Sohn bezog. Sämtlicher Rechte des freieigenen Anwesens lagen beim preußischen Ober- bzw. Kastenamt Gunzenhausen. 1806 fiel das Anwesen mit Gunzenhausen an Bayern. 1829 wird die Leonhardsruh als Einöde mit Mühle genannt, die eine viertel Stunde von Gunzenhausen entfernt ist und in der 1 Familie mit 5 Einwohnern sitzt. Eine Mühle hat es hier jedoch nie gegeben, wohl aber einen landwirtschaftlichen Betrieb und hinter dem Anwesen eine Sandgrube. 1837 wird berichtet, dass das Anwesen zur katholischen Pfarrei Cronheim gehört; auch 1867 sind die 11 Einwohner, die nunmehr in 2 Gebäuden wohnen, katholisch. 1950 wird die Leonhardsruh von vier Personen bewohnt, 1961 von zwei Personen. Das mehrmals umgebaute Anwesen liegt noch heute am Rand der Stadt Gunzenhausen.